# Scolopendra subspinipes
Scolopendra subspinipes é uma centopeia da família Scolopendridae presente na Ásia Meridional, América do Sul, Seicheles, Oceânia, Madagáscar e Ásia Oriental.